# 대한민국 형법 제16조
대한민국 형법 제16조는 법률의 착오에 대한 형법총론의 조문이다.

## 조문
제16조(법률의 착오) 자기의 행위가 법령에 의하여 죄가 되지 아니하는 것으로 오인한 행위는 그 오인에 정당한 이유가 있는 때에 한하여 벌하지 아니한다.

第16條(法律의 錯誤) 自己의 行爲가 法令에 依하여 罪가 되지 아니하는 것으로 誤認한 行爲는 그 誤認에 正當한 理由가 있는 때에 限하여 罰하지 아니한다.

## 사례

### 정당한 이유 긍정
- 직업소개업자가 관할관청에 외국인 근로자의 국내 입국절차를 대행하여 주는 허가절차에 관하여 문의하였으나, 담당공무원이 아직 허가 관련 법규가 제정되지 아니하여 허가를 받지 않아도 되는 것으로 잘못 알려 주어 법에서 정한 허가를 받지 않고 외국인 근로자를 국내업체에 취업 알선한 경우[1]

### 정당한 이유 부정
- 국회의원이 의정보고서를 발간하는 과정에서 선거법규에 저촉되지 않는다고 오인한 것에 형법 제16조의 정당한 이유가 없다.[2]
- 숙박업소에서 위성방송수신장치를 이용하여 수신한 외국의 음란한 위성방송프로그램을 투숙객 등에게 제공한 행위로 구 ｢풍속영업의 규제에 관한 법률｣ 제3조 제2호 위반행위를 한 피고인이 그 이전에 그와 유사한 행위로 ‘혐의없음’ 처분을 받은 전력이 있다거나 일정한 시청차단장치를 설치하였다면 ｢형법｣ 제16조의 정당한 이유가 있는 경우가 아니다.[3]
- 자격기본법에 의한 민간자격관리자로부터 대체의학자격증을 수여받은 자가 사업자등록을 한 후 침술원을 개설하였다고 하더라도 국가의 공인을 받지 못한 민간자격을 취득하였다는 사실만으로는 자신의 행위가 무면허 의료행위에 해당되지 아니하여 죄가 되지 않는다고 믿는 데에 정당한 사유가 있었다고 할 수 없다[4]
- 가처분결정으로 직무집행정지 중에 있던 종단대표자가 변호사의 조언에 따라 종단소유의 보관금을 인출하여 소송비용으로 사용한 경우[5]
- 무선설비기기 수입업자가 무선설비의 납품처 직원으로부터 형식등록이 필요없다는 취지의 답변을 듣고, 이미 무선설비의 형식승인을 받은 다른 수입업자가 있음을 이용하여 동일한 제품을 법에서 정한 형식승인 없이 수입․판매한 경우[6]
- 부동산중개업자가 아파트 분양권의 매매를 중개하면서 중개수수료 산정에 관한 지방자치단체의 조례를 잘못 해석하여 법에서 허용하는 금액을 초과한 중개수수료를 수수한 경우[7]
- 사립학교인 갑 외국인학교 경영자인 피고인이 갑 학교의 교비회계에 속하는 수입을 수회에 걸쳐 을 외국인학교에 대여하였다고 하여 사립학교법 위반으로 기소된 사안에서, 갑 학교의 교비회계에 속하는 수입을 을 학교에 대여하는 것은 구 사립학교법 제29조 제6항에 따라 금지되며, 피고인이 위와 같은 대여행위가 법률상 허용되는 것으로서 죄가 되지 않는다고 그릇 인식하고 있었더라도 그와 같이 그릇된 인식에 정당한 이유가 없다[8]

## 판례

### 법률의 부지와 구분
- 형법 제16조의 규정은 단순한 법률의 부지를 말하는 것이 아니고, 일반적으로 범죄가 되는 경우이지만 자기의 특수한 경우에는 법령에 의하여 허용된 행위로서 죄가 되지 아니한다고 그릇 인식하고 그와 같이 그릇 인식함에 정당한 이유가 있는 경우에는 벌하지 않는다는 것이다.[9]

### 취지
- 형법 제16조에 자기가 행한 행위가 법령에 의하여 죄가 되지 아니한 것으로 오인한 행위는 그 오인에 정당한 이유가 있는 때에 한하여 벌하지 아니한다고 규정하고 있는 것은 단순한 법률의 부지의 경우를 말하는 것이 아니고 일반적으로 범죄가 되는 경우이지만 자기의 특수한 경우에는 법령에 의하여 허용된 행위로서 죄가 되지 아니한다고 그릇 인식하고 그와 같이 그릇 인식함에 정당한 이유가 있는 경우에는 벌하지 아니한다는 취지이다.[10]

### 판단 기준
- 이러한 정당한 이유가 있는지 여부는 행위자에게 자기 행위의 위법의 가능성에 대해 심사숙고하거나 조회할 수 있는 계기가 있어 자신의 지적능력을 다하여 이를 회피하기 위한 진지한 노력을 다하였더라면 스스로의 행위에 대하여 위법성을 인식할 수 있는 가능성이 있었음에도 이를 다하지 못한 결과 자기 행위의 위법성을 인식하지 못한 것인지 여부에 따라 판단하여야 할 것이며, 이러한 위법성의 인식에 필요한 노력의 정도는 구체적인 행위정황과 행위자 개인의 인식능력, 그리고 행위자가 속한 사회집단에 따라 달리 평가되어야 한다.[11]
- 범죄의 성립에 있어서 위법의 인식은 그 범죄사실이 사회정의와 조리에 어긋난다는 것을 인식하는 것으로서 족하고 구체적인 해당 법조문까지 인식할 필요는 없다.[12]

### 정당한 이유
- 형법 제16조의 정당한 이유는 행위자에게 자기 행위의 위법 가능성에 대해 심사숙고하거나 조회할 수 있는 계기가 있어 자신의 지적 능력을 다하여 이를 회피하기 위한 진지한 노력을 다하였더라면 스스로의 행위에 대하여 위법성을 인식할 수 있는 가능성이 있었는데도 이를 다하지 못한 결과 자기 행위의 위법성을 인식하지 못한 것인지 여부에 따라 판단해야 한다.[13]
- 광역시의회 의원이 선거구민들에게 의정보고서를 배부하기에 앞서 관할 선거관리위원회 소속 공무원들에게 자문을 구하고 그들의 지적에 따라 수정한 의정보고서를 배부한 경우, 「형법」 제16조의 정당한 이유가 있다고 볼 수 있다.[14]

## 참고문헌
- 하태영. (2024). 특별기고문 형법 제16조 법률 착오와 법률 부지 문제. 법학연구, 65(1), 289-309.
- 안성조. (2016). 형법 제16조에 대한 유기천 교수의 해석론 연구. 법과정책, 22(2), 55-93.
- 송진경. (2015). 형법 제16조 법률의 착오의 포섭범위와정당한 이유에 대한 소고. 법과정책, 21(2), 193-215.
- (2015). 형법 제16조 법률의 착오에서 ‘정당한 이유’의 판단기준. 법학연구, 26(1), 175-196.
- 이경렬. (2009). 변경된 판례의 소급적용에 대한 형법 제16조 원용의 문제점. 성균관법학, 21(1-1), 297-317.
- 양승국. (2008). 형법 제16조 해석론에 대한 제안. 아주법학, 2(2), 282-297.
- 임웅, 소재용. (2004). 소급효금지원칙과 판례변경의 소급효 - 형법 제16조(위법성의 착오)와 관련하여 -. 성균관법학, 16(1), 499-529.
- 권영준. (1994, 4). 형법 형법 제16조의 정당한 이유. 고시계, 39(5), 333-336.

## 같이 보기
- 착오
- 법률의 착오
- 법률의 부지